# 조흡 고신왕지 (동국대학교)
조흡 고신왕지(曺恰 告身王旨)는 조선 태종 때의 왕지로, 대한민국 보물 제898호이다.

## 개요
태종 9년(1409년) 8월 10일 조흡(曺恰)에게 가정대부(嘉靖大夫, 종2품) 중군도총제부총제 겸 판군기감사(判軍器監事)라는 벼슬을 임명하는 왕지(王旨) 즉 사령장이다. 조흡은 태종∼세종 연간에 활약했던 사람으로 정종 2년(1400년) '2차 왕자의 난' 때 공을 세워 태종 1년(1401년) 토지와 노비를 하사받았으며 그 뒤 무관의 요직에 발탁되었던 사람이다.
조흡이 제수받은 '중군도총제부총제'라는 군직(軍職)은 고려 공양왕 3년(1391년) 중·전·후·좌·우 오군(五軍)의 중앙군을 중·좌·우 삼군(三軍)으로 개편한 삼군도총제부(三軍都摠制府) 가운데 중군을 지휘하는 도총제부의 부대장에 해당된다. 당시 삼군도총제부가 설치되었을 때 이성계(李成桂)는 최고사령관인 삼군도총제사(三軍都摠制使)에 임명되어 병권(兵權)을 확고하게 잡았다. 이 기관은 세종 14년(1432년)에 폐지되었다. 또 '판군기감사'라는 관직은 병기(兵器)·기치(旗幟, 깃발) 등 군대에 필요한 물품의 제조를 담당하는 군기감(軍器監)의 책임자를 말한다.
도톰한 양질의 장지에 다섯 줄에 걸쳐 초서로 쓰여있고, 말미의 기년(紀年) 부분에 '朝鮮國王之寶(조선국왕지보)'라는 새보(璽寶)가 찍혀있다. 이 왕지는 태종 6년(1406년)에 발급된 조흡의 왕지(보물 제1226호)와 세종 7년(1425년)에 발급된 조흡의 왕지(보물 제897호)와 함께 조선 초기 태조·태종 연간 이래의 왕지의 전형을 잘 보여주는 예이다.

## 참고 자료
- 조흡 고신왕지 - 국가유산청 국가유산포털
- 본 문서에는 서울특별시에서 지식공유 프로젝트를 통해 퍼블릭 도메인으로 공개한 저작물을 기초로 작성된 내용이 포함되어 있습니다.